# Школа Гротон
Школа Гротон, Гротонская школа (англ. Groton School) — частная епископальная школа-пансионат находящаяся в Гротоне, Массачусетс. Она принимает 370 мальчиков и девочек, с 8 до 12 класса. Плата за обучение, комнату, питание (включая налоги) в 2014-15 учебном году составила $56700, однако 38 % учеников получили финансовую помощь.
Школа Гротон — член Независимой Школьной Лиги и широко известна как одна из элитных школ-пансионатов Новой Англии. Она вошла в список школ с высоким  коэффициентом подготовки к поступлению в американские университеты. В этой школе учился Франклин Рузвельт.

## Кампус
Площадь школы составляет 156 гектаров вместе с частью реки Нашуа. Большинство зданий в Гротоне расположены по кругу, длина которого составляет 549 метров. Традиция запрещает ученикам пересекать круг, чтобы добраться на противоположную сторону кампуса. Здания кампуса включают Часовню Святого Джона, The Schoolhouse, Brooks House, Hundred House Dormitories, библиотеку МакКорника, центр исполнительных видов искусства Кампбелла, столовую, центр искусств Диллона, центр спорта. Ландшафтным дизайнером был Фредерик Лоу Олмстед.

## Ученики
В 2013-14 учебном году Гротон принял 88 новых учеников. Всего в школе учится 371 ученик, представляя 30 штатов и 15 стран.
Медианные результаты экзамена SAT класса 2013 года были 700 за чтение, 710 за письмо и 700 за математику.